# Kaneelborstkatvogel
De kaneelborstkatvogel (Ailuroedus stonii) is een van de meer dan twintig soorten prieelvogels. De soort werd eerder als ondersoort van de witoorkatvogel (A. buccoides) beschouwd. De soort komt voor in laaglanden van het zuidwesten en zuidoosten van Nieuw-Guinea.

## Herkenning
De vogel lijkt sterk op de witoorkatvogel die 24,5 cm lang is. De vogel is van boven groen als een parkiet, de vleugelpennen zijn meer olijfkleurig bruin met roomkleurige randjes. De buik en borst zijn licht kaneelkleurig met donkere vlekken. De vogel heeft een dikke, bijna witte snavel met een blauwgrijze tint. Het oog is rood en de poten zijn blauwgrijs. Kenmerkend voor deze soort zijn de bruin gekleurde kruin en de zuiver witte "wangen". De kruin van de ondersoort A. s. cinnamomeus is meer groenachtig en van onder is deze ondersoort donkerder kaneelkleurig met relatief grote zwarte vlekken.

## Verspreiding en leefgebied
Deze vogelsoort komt voor in het zuiden van het hoofdeiland Nieuw-Guinea. Het leefgebied bestaat uit natuurlijk bos en bosranden in laagland en heuvelland tot op 800 m boven zeeniveau, soms hoger tot 1200 m.
Er zijn twee ondersoorten:
- A. s. stonii (in het zuidoosten van Nieuw-Guinea, de provincie Gulf in Papoea-Nieuw-Guinea en verder oostelijk in het laagland)
- A. s. cinnamomeus (in de regentschap Mimika van de Indonesische provincie Papoea en verder oostelijk tot het stroomgebied van de Fly-rivier in Papoea-Nieuw-Guinea.[2]

## Status
BirdLife International beschouwt deze soort als ondersoort van de witoorkatvogel. Als afgesplitste soort komt de soort niet voor op de Rode Lijst van de IUCN. De witoorkatvogel is geen bedreigde soort.